# Koku
Koku (石) je na kitajski osnovi izpeljana japonska enota za prostornino. 1 koku je enakovreden 10 do (斗) ali približno 180 litrom ali približno 150 kilogramov. Po drugi strani se pretvori v 100 šō in 1000 gō. En gō je prostornina »riževe skodelice«, plastične merilne skodelice, ki je priložena komercialnim japonskim kuhalnikom za riž.
Koku so na Japonskem običajno uporabljali za suho mero (enota prostornine za merjenje razsutega blaga, ki ni tekoče in ki je bilo običajno poslano in prodano v standardiziranih posodah, kot so sodi). Količina proizvodnje riža, merjena v kokujih, je bila metrika, s katero je bila ovrednotena velikost fevdalne domene (han). Fevdalni gospod je veljal za razred daimjo le, če je njegova domena znašala najmanj 10.000 kokujev. Praviloma je en koku veljal za zadostno količino riža za enoletno prehrano ene osebe.
Kitajska enakovredna ali sorodna enota za prostornino je ši ali dan (kitajsko: 石; pinjin: ší, dàn; Wade–Giles: ših, tan, znan tudi kot hu (斛; hú; hu), zdaj približno 103 litre, vendar v preteklosti približno 59,44 litra.

## Sodobna enota
Natančen sodobni koku je izračunan na 180,39 litra, kar je 100-kratna prostornina sodobnega šō-ja.  Ta sodobni koku je v bistvu opredeljen kot enak kokuju iz obdobja Edo (1600–1868), in sicer 100-kratnik šōšš, ki je enak 64827 kubičnim bu v tradicionalnem merilnem sistemu šakanhō.

## Izvor sodobne enote
Kjo-masu (京枡, "Kyoto masu"), napol uradno merilno škatlo one shō od poznega 16. stoletja pod Daimyo Nobunago, so začeli izdelovati v drugačni (večji) velikosti v zgodnjem obdobju Edo, nekje v 1620-ih. Njegove mere, podane v tradicionalnem japonskem sistemu enot za dolžino shaku, so bile 4 sonca 9 bu kvadratnih krat 2 sonca 7 bu globine. Njegova prostornina, ki jo je bilo mogoče izračunati z množenjem, je bila:

1 koku = 100 shō = 100 × (49 bu × 49 bu × 27 bu) = 100 × 64,827 cubic bu

Čeprav se je to v zgodnjih dneh imenovalo šin kjō-masu ali "nova" merilna skodelica,  je njena uporaba izpodrinila staro mero na večini območij na Japonskem, dokler ni edino mesto, kjer so še vedno uporabljali staro skodelico (edo-masu) je bilo mesto Edo, vlada Eda pa je leta 1669 sprejela edikt (Kanbun 9), s katerim je kjō-masu razglasila za uradni državni merilni standard.

### Sodobna merilna uredba
Ko je bil leta 1891 razglašen japonski zakon o uteži in merah, je definiral enoto šō kot zmogljivost standardnega kjo-masu 64827 kubičnih bu. Isti zakon je določil tudi dolžino šaku kot 10⁄33 metra. Metrični ekvivalent sodobnega šō je 2401⁄1331 litrov.[20] Sodobni koku je torej 240.100⁄1331 litrov ali 180,39 litra.
Sodobni šaku, ki je tukaj definiran, naj bi bil enak tako imenovanemu setčū-šaku (setčū-džaku ali »kompromisni šaku«), ki meri 302,97 mm, kar je srednja vrednost med dvema različnima standardoma kane-džaku. Raziskovalec je poudaril, da bi morale skodelice (šin) kjō-masu uporabljati take-džaku, ki so bili 0,2 % daljši. Vendar pa dejanske merilne skodelice v uporabi ni povsem dosegel metrike take šaku, in ko je japonsko ministrstvo za finance zbralo dejanske vzorce masu iz cehov masu-za (cehov merilnih skodelic) vzhodne in zahodne Japonske, je ugotovilo, da so bile meritve blizu povprečju take-džaku in kane-džaku.

### Lesni koku
Lesni koku ali »pomorski koku« je opredeljen kot enak 10 kubičnim šaku v lesni ali ladijski industriji v primerjavi s standardnim kokujem, ki meri 6,48 kubičnih šaku. Koku iz lesa je običajno sprejet kot enakovreden 120 čevljev deske, vendar se v praksi lahko pretvori v manj. V metričnih merah je 1 les koku približno 278,3 litra.

## Zgodovinska uporaba
Natančna mera, ki se zdaj uporablja, je bila oblikovana okoli leta 1620, vendar uradno sprejeta za celotno Japonsko šele v obdobju Kanbun (1660).

### Fevdalna Japonska
Pod Šogunatom Tokugava (1603–1868) v obdobju Edo japonske zgodovine je imela vsaka fevdalna domena oceno svojega potencialnega dohodka, znano kot kokudaka ((石高) proizvodni donos), ki je delno določala njen prednostni vrstni red na šogunskem dvoru. Najmanjša kokudaka, ki je imetnika fevda kvalificirala za naziv daimjo, je bila 10.000 kokujev (v vrednosti 705,53 milijona ¥ (2016) (kar ustreza 719,91 milijona ¥ ali 6,6 milijona ameriških dolarjev v 2019) in Kaga han (加賀藩), največji fevd (razen šōguna) se je imenoval »domena milijona kokujev«. Njegovo imetje je skupaj znašalo približno 1.025.000 kokujev (v vrednosti 72,3 milijarde ¥ (2016) (kar ustreza 73,77 milijarde ¥ ali 676,77 milijona USD v 2019). Številni samuraji, vključno s hatamotom ((旗本, "Varuh prapora") - samuraj na visokem položaju), so prejemali dohodek v kokujih, nekaj pa jih je namesto tega prejemalo plačo.
Kokudaka je bilo v večini krajev opisano kot rjavi riž (genmai), z izjemo dežele, ki ji je vladal klan Sacuma, kjer so poročali o neoluščenem rižu (momi (籾). Ker je ta praksa vztrajala, je treba preteklo japonsko statistiko proizvodnje riža prilagoditi za primerjavo z drugimi državami, ki poročajo o proizvodnji brušenega ali poliranega riža.
Celo v nekaterih delih regije Tōhoku ali Ezo (Hokaido), kjer riža ni bilo mogoče gojiti, se je gospodarstvo še vedno merilo v kokujih, drugi pridelki pa so bili pretvorjeni v njihovo enakovredno vrednost v smislu riža. Kokudaka se ni prilagajala iz leta v leto, zato so imeli nekateri fevdi večja gospodarstva, kot je kazal njihov nominalni koku, zaradi melioracije zemlje in razvoja novih riževih polj, kar jim je omogočilo financiranje razvojnih projektov.

#### Kot merilo razreda tovorne ladje
Koku so uporabljali tudi za merjenje količine, ki jo lahko nosi ladja, ko je bil ves tovor riž. Manjše ladje so nosile 50 kokujev (7,5 ton), največje pa več kot 1000 kokujev (150 ton). Največje ladje so bile večje od vojaških plovil v lasti šogunata.

## V popularni kulturi
Hjakumangoku Macuri ( (百万石まつり) Festival milijona kokujev) v Kanazavi na Japonskem praznuje prihod daimjo Maeda Tošiie v mesto leta 1583, čeprav se je Maedin dohodek povečal na milijon kokujev šele po bitki pri Sekigahari leta 1600.
Roman Jamesa Clavella Šōgun obsežno uporablja merilo koku kot sredstvo za zaplet mnogih glavnih likov kot metodo nagrajevanja, kaznovanja in vabljenja. Čeprav je fikcija, prikazuje pomen fevda, riževe mere in plačil.